# Doxocopa fabricii
Doxocopa fabricii är en fjärilsart som beskrevs av Hall 1935. Doxocopa fabricii ingår i släktet Doxocopa och familjen praktfjärilar. Inga underarter finns listade i Catalogue of Life.